# Fort Goede Hoop

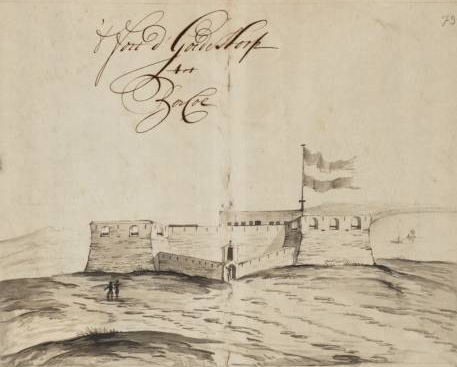
Fort Goede Hoop 1709

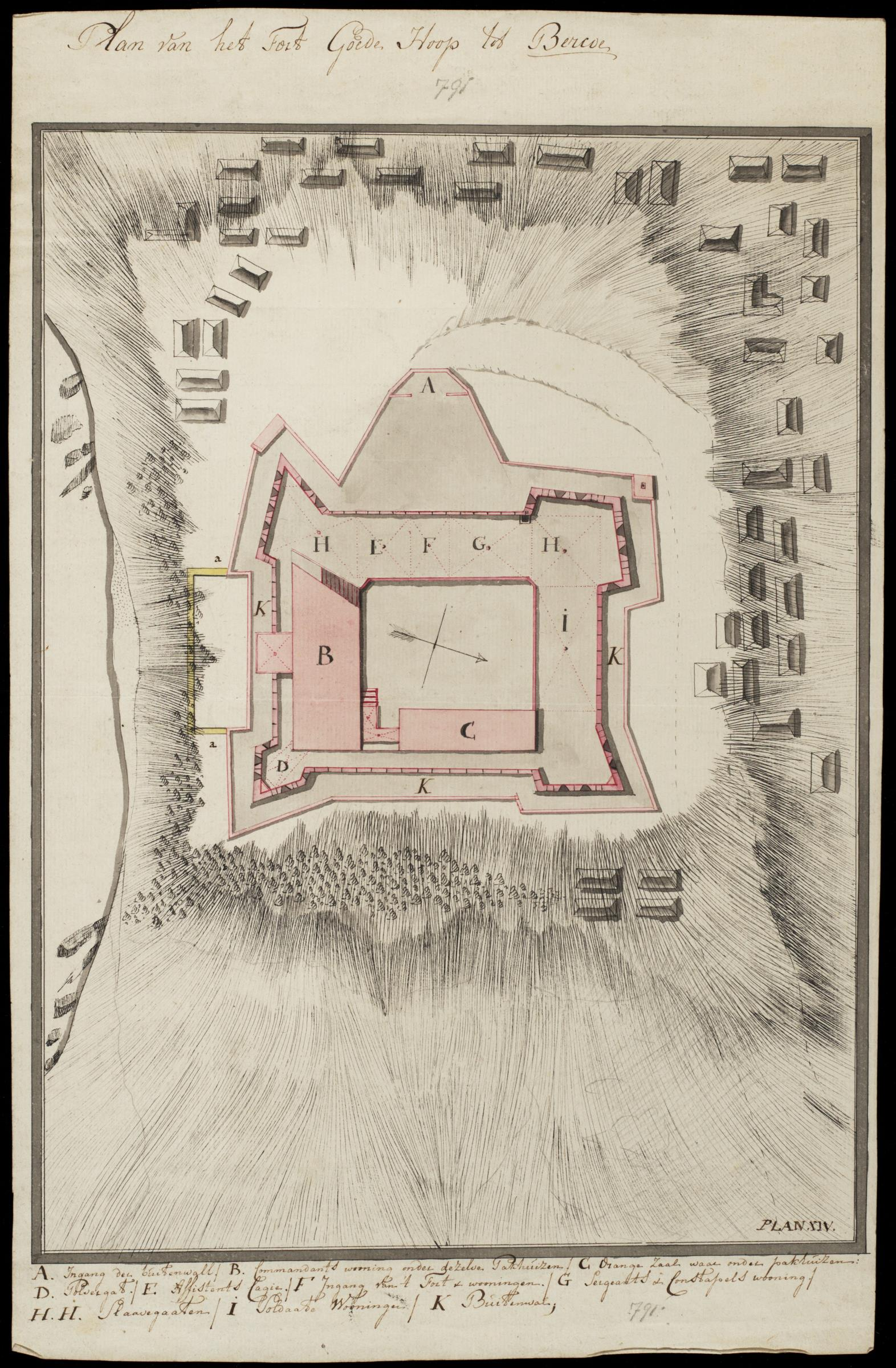
Grundriss von Fort Goede Hoop

Fort Goede Hoop war eine ursprünglich niederländische Festung an der Küste Ghanas nahe Senya Beraku, die in den 1960er Jahren restauriert wurde.
In den 1660er Jahren hatten die Niederländer hier bereits einmal einen kleinen Handelsposten etabliert, aber ihn wieder aufgegeben, als die Briten im benachbarten Winnebah eine Festung errichteten. 1702 bauten sie dann die nahezu dreieckige Festung, die ein Jahr später den Namen Goede Hoop, also „Gute Hoffnung“ bekam. Die Hoffnung der Niederländer, über Goede Hoop vom Goldhandel der Region zu profitieren, erfüllte sich kaum. Als profitabel erwies sich später aber der Sklavenhandel hier.
Als 1715 die Anlage zu klein wurde, verdoppelten die Niederländer sie, indem sie die diagonale Mauer entfernten und aus der dreieckigen eine etwa rechteckige Form bauten. In der zweiten Hälfte des 18. Jahrhunderts wurde die Festung durch eine äußere Mauer verstärkt, von der heute keine Spuren mehr zu sehen sind. 1867 kam die Festung im Rahmen des Festungstauschs zwischen den Niederlanden und Großbritannien in britischen Besitz.
Goede Hoop war die letzte Festung, die europäische Mächte an der Küste Ghanas errichteten, und wird heute als Guest House genutzt.